# MVP mistrzostw Ameryki w koszykówce mężczyzn
MVP mistrzostw Ameryki w koszykówce mężczyzn – nagroda przyznawana najbardziej wartościowemu zawodnikowi mistrzostw Ameryki w koszykówce mężczyzn.

## Laureaci
| Rok  | Zawodnik           | Pozycja | Zespół            | Przyp. |
| ---- | ------------------ | ------- | ----------------- | ------ |
| 1999 | Steve Nash         | PG      | Kanada            |        |
| 2001 | Manu Ginóbili      | SG      | Argentyna         |        |
| 2003 | Steve Nash (2×)    | PG      | Kanada            |        |
| 2005 | Marcelinho Machado | SF      | Brazylia          |        |
| 2007 | Luis Scola         | PF/C    | Argentyna         | [ 1 ]  |
| 2009 | Luis Scola (2×)    | PF/C    | Argentyna         | [ 2 ]  |
| 2011 | Luis Scola (3×)    | PF/C    | Argentyna         | [ 3 ]  |
| 2013 | Gustavo Ayón       | C       | Meksyk            | [ 4 ]  |
| 2015 | Luis Scola (4×)    | PF/C    | Argentyna         | [ 5 ]  |
| 2017 | Jameel Warney      | PF      | Stany Zjednoczone |        |
| 2022 | Gabriel Deck       | F       | Argentyna         | [ 6 ]  |